# 와키자카 야스토
와키자카 야스토(일본어: 脇坂 泰斗, 1995년 6월 11일 ~ )는 일본 가나가와현 요코하마시 사카에구 출신의 프로 축구 선수이다. 현재 J리그 가와사키 프론탈레에서 활약하고 있으며, 포지션은 미드필더(MF)이다. 또한 일본 대표팀 선수로도 활동하고 있다.  
실제 남동생인 와키자카 료헤이(脇坂 崚平) 역시 프로 축구 선수이며, 현재 YSCC 요코하마에 소속되어 있다.

## 경력

### 클럽
요코하마시의 에스페란사 SC 주니어 유스에서 가와사키 프론탈레 유소년팀 선발 테스트를 거쳐 가와사키 U-18에 입단하였다. 이후 가와사키 U-18에서 한난 대학으로 진학하였으며, 대학 1학년부터 리그전에 출전하였고, 3학년 때 전일본 대학 선발팀에 발탁되었다.
2018년, 한난 대학을 거쳐 유소년 시절 소속되었던 가와사키 프론탈레에 입단하였다. 이는 대학을 거쳐 가와사키에 복귀한 선수로는 가니 마사타카 이후 두 번째 사례였다.

2018년 4월 18일, AFC 챔피언스리그 조별리그 6차전 울산 현대전에서 프로 데뷔전을 치렀다.  
2019년 5월 3일, 프로 데뷔 후 첫 리그 경기였던 J1리그 10라운드 베갈타 센다이전에서 2도움을 기록하였다. 이어 5월 12일, J1리그 11라운드 시미즈 에스펄스전에서 프로 통산 첫 골을 기록하였다.  
2021 시즌, 활약을 인정받아 J리그 베스트 일레븐 및 일본 대표팀에 선발되었다.  
2022 시즌부터는 나카무라 겐고가 현역 시절 착용했던 등번호 14번을 계승하였다.  
2024 시즌부터는 가와사키 프론탈레의 주장을 맡게 되었다.  

### 국가대표팀
2021년 3월 18일, 국제 친선 경기 및 2022년 FIFA 월드컵 카타르 아시아 2차 예선 겸 2023 AFC 아시안컵 중국 예선 몽골 대표팀전에 나설 일본 대표팀 명단에 첫 발탁되었다.  
3월 25일, 국제 친선 경기 대한민국전에서 교체 출전하며 A대표팀 데뷔전을 치렀다. 2022년 EAFF E-1 풋볼 챔피언십에도 출전, 우승에 기여했다. 그는 2022년까지 국제 A매치 통산 4경기에 출전했다.

## 소속 클럽
- FC혼고(요코하마시립 사쿠라이초등학교)
- 에스페란사 SC 주니어 유스(요코하마 시립 가미고 중학교)
- 2011년 - 2013년 가와사키 프론탈레 U-18(요코하마 소가쿠칸 고등학교)
- 2014년 - 2017년 한난 대학
  - 2017년 9월 - 동년 12월 가와사키 프론탈레(특별 지정 선수)
- 2018년 - 가와사키 프론탈레

## 플레이 스타일
좁은 공간에서도 볼을 잃지 않는 기술을 갖추고 있으며, 상대의 압박을 받아도 빠른 턴 동작으로 벗어날 수 있다. 볼을 빼앗겼을 때의 공격과 수비 전환 속도도 빠르다. 양발을 활용한 정교한 패스와 슈팅 능력을 보유하고 있으며, 가와사키에서는 프리킥 키커 역할을 맡고 있다.

## 통계

### 구단
| 클럽  | 클럽     | 클럽  | 리그 | 리그 | 컵     | 컵     | 리그컵  | 리그컵  | 대륙   | 대륙   | 총계 | 총계 |
| 시즌  | 클럽     | 리그  | 출장 | 득점 | 출장   | 득점   | 출장    | 득점    | 출장   | 득점   | 출장 | 득점 |
| 일본  | 일본     | 일본  | 리그 | 리그 | 천황배 | 천황배 | J리그컵 | J리그컵 | 아시아 | 아시아 | 합계 | 합계 |
| ----- | -------- | ----- | ---- | ---- | ------ | ------ | ------- | ------- | ------ | ------ | ---- | ---- |
| 2018  | 가와사키 | J1    | 0    | 0    | 1      | 0      | 0       | 0       | 1      | 0      | 2    | 0    |
| 2019  | 가와사키 | J1    | 18   | 5    | 3      | 0      | 4       | 2       | 3      | 2      | 28   | 9    |
| 2020  | 가와사키 | J1    | 31   | 3    | 1      | 0      | 5       | 1       | -      | -      | 37   | 4    |
| 2021  | 가와사키 | J1    | 35   | 3    | 5      | 1      | 2       | 0       | 6      | 2      | 48   | 6    |
| 2022  | 가와사키 | J1    | 32   | 5    | 1      | 0      | 2       | 1       | 6      | 1      | 41   | 7    |
| 2023  | 가와사키 | J1    | 30   | 9    | 5      | 0      | 5       | 2       | 7      | 2      | 47   | 13   |
| 2024  | 가와사키 | J1    | 34   | 6    | 1      | 0      | 3       | 0       | -      | -      | 38   | 6    |
| 2025  | 가와사키 | J1    |      |      |        |        |         |         |        |        |      |      |
| 총 계 | 총 계    | 총 계 | 180  | 31   | 17     | 1      | 21      | 6       | 23     | 7      | 241  | 45   |

### 국가대표팀
| 일본 | 일본 | 일본 |
| 연도 | 출전 | 득점 |
| ---- | ---- | ---- |
| 2021 | 1    | 0    |
| 2022 | 3    | 0    |
| 통산 | 4    | 0    |

## 수상 내역

### 팀

#### 한난 대학
- 간사이 학생 축구 리그(2016년)
- 간사이 학생 축구 선수권(2017년)

#### 가와사키 프론탈레
- J1리그 : 3회(2018년, 2020년, 2021년)
- J리그컵 : 1회(2019년)
- 천황배 JFA 전일본 축구선수권대회 : 2회(2020년, 2023년)
- 후지 제록스 슈퍼컵 : 1회(2021년)

### 국가대표

#### 유니버시아드 일본 대표
- 유니버시아드(2017년)

#### 일본 대표
- EAFF E-1 풋볼 챔피언십(2022년)

### 개인
- 간사이 학생 축구 리그 최우수 선수(2016년)
- AFC 챔피언스리그 베스트 일레븐 : 1회(2021년)
- J리그 베스트 일레븐 : 3회(2021년, 2022년, 2023년)
- J리그 우수 선수상 : 4회(2020년, 2021년, 2022년, 2023년)
- JPFA 어워드 J1 베스트 일레븐 : 1회(2022년)